# 430 f.Kr.
| 430 f.Kr.          |
| ------------------ |
| Dødsfald - Fødsler |
|                    |

## Begivenheder
- Ødipus bliver (så vidt vides) Ur-opført.